# Dingcheng

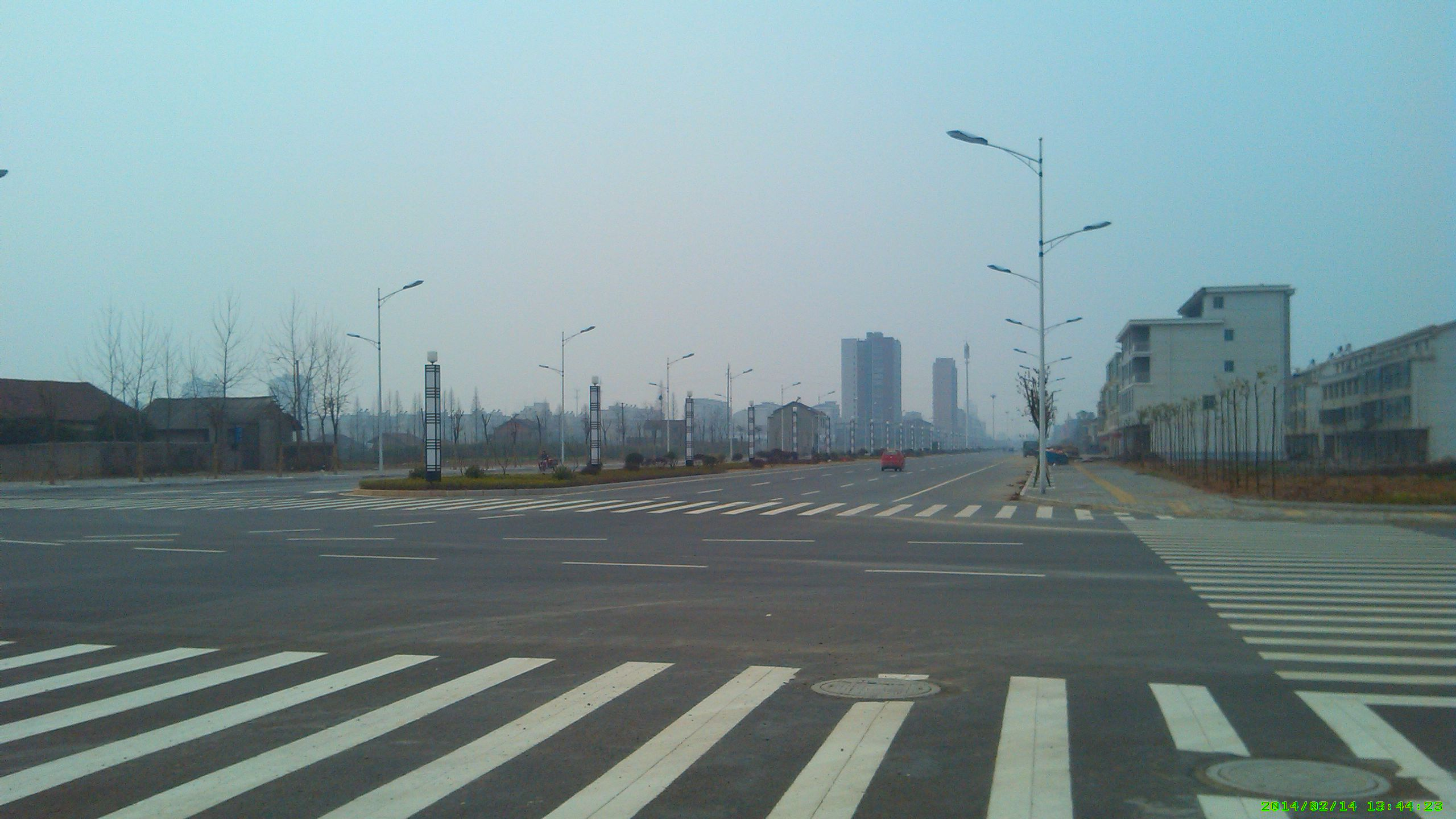
Blick auf Dingcheng (2014)

Der Stadtbezirk Dingcheng (chinesisch 鼎城区, Pinyin Dǐngchēng Qū) ist ein Stadtbezirk der bezirksfreien Stadt Changde im Norden der chinesischen Provinz Hunan. Er hat eine Fläche von 2.340 Quadratkilometern und zählt 738.085 Einwohner (Stand: 2020).

## Administrative Gliederung
Auf Gemeindeebene setzt sich der Stadtbezirk aus dreiundzwanzig Großgemeinden und elf Gemeinden (davon eine der Hui und Uiguren) zusammen. 